# Космос-225
Космос-225 — советский искусственный спутник Земли, запущенный в космос 11 июня 1968 года ракетой-носителем Космос-2 с космодрома Капустин Яр, разработанный Конструкторским бюро «Южное».
Спутник представлял собой первый и единственный успешно запущенный и второй сконструированный аппарат серии ДС-У1-Я № 2, который предназначался для проведения исследования космического излучения.
Первая попытка запуска провалилась в результате аварии ракеты-носителя 6 марта 1968 года.

## Конструкция
Спутник имел конструкцию, основанную на базе днепропетровских спутников ДС-У1 с установленным на нём оборудованием Физического института им. П. И. Лебедева АН СССР и Объединённого института ядерных исследований.
Научная аппаратура крепилась в вершине одной из полусфер.
В комплекс исследовательской аппаратуры входили:
- телескоп НТ-1;
- прибор ТЯ-8 для регистрации различных групп ядер в космических лучах;
- аппаратура ТЯ-100 для регистрации электронной компоненты первичного космического излучения.

## Цели и результаты
Космический аппарат должен был дать сведения о составе и интенсивности потока первичного космического излучения, а также о их вариациях.
Все исследования были проведены успешно и получена ценная информация об уровне естественного фона и излучений в широком диапазоне энергий и интенсивностей в околоземном космическом пространстве.
Подтверждено существование устойчивой аномалии интенсивности в районе Бразильской магнитной аномалии.